# Jimmy Cauty
Jimmy Cauty (Wirral, 19 december 1956) is een Brits muzikant en kunstenaar. Hij werd vooral bekend als lid van de spraakmakende formatie The KLF maar maakte ook deel uit van Brilliant en The Orb. Hij werkte vanaf halverwege de jaren tachtig tot halverwege de jaren negentig vooral samen met Bill Drummond. Daarna werd hij als zelfstandig kunstenaar actief.

## Vroege carrière
Cauty begon in de muziek als lid van de band Angels 1-5 in de periode van 1981 tot 1982. Hij was maar een jaar lid van de band maar leerde er zijn vrouw Cressida Bowyer kennen, die de leadvocalist was. Enkele jaren later maakte hij deel uit van Brilliant, een project van voormalig Killing Joke-lid Martin Glover. Brilliant wist in Nederland een bescheiden hit te scoren maar was in eigen land totaal geen succes. In 1986 werd de band daarom opgeheven. Wel leerde Cauty hierdoor Bill Drummond kennen. Drummond was de A&R-manager van Brilliant. Er ontstond een vriendschap en een muzikale samenwerking.

## The KLF/K Foundation
Cauty raakte in 1987 aangespoord door Drummond om een project te starten dat meeliftte op de sterk groeiende house en hiphop. Ze noemden zichzelf aanvankelijk de Justified Ancients of Mu Mu, al gebruikten ze meerdere namen, waarvan The KLF de bekendste is. Er begon een vruchtbare samenwerking die meerdere malen tot controverse leidde. Zo kregen ze het in 1987 aan de stok met ABBA toen ze voor hun eerste plaat illegale samples gebruikten. In 1988 bereikten ze de eerste plaats van de Britse top 40 met het simpele Doctorin' the Tardis als The Timelords. Na dit succes publiceerden ze het boek The Manual (How to Have a Number One the Easy Way), waarin uitvoerig wordt beschreven hoe iedereen die de stappen nauwgezet volgt ook een nummer 1-hit kan maken. Ook voor zijn vrouw Cressida was een rol weggelegd. Samen met Brilliant-zangeres June Montana verzorgde ze de achtergrondzang. Er werden ook een aantal singles van hen uitgebracht onder de naam Disco 2000.
Begin jaren negentig bouwden ze het succes verder uit met de albums Chill Out (1990) en The White Room (1991). Ze hadden de ene hit na de andere en groeiden uit tot de dominante Britse groep van het jaar 1991. Daarbij werkten ze samen met Tammy Wynette, Glenn Hughes en ook enkele minder bekende vocalisten. Het pad van succes leidde naar een prominente plek tijdens de Brit Awards, waar de elite van de muziekindustrie bij elkaar zat. Daar liet Drummond de ware aard van The KLF zien met een thrashmetal-variant van de hit 3AM Eternal en vuurde hij losse flodders uit een machinegeweer op het publiek af. Ook liet hij een karkas van een dood schaap achter bij de afterparty. Niet lang daarna werd het einde van de band aangekondigd. The KLF had zijn missie volbracht door via radiovriendelijke muziek tot de muzikale top door te dringen. Ze vernietigden al hun eerdere uitgaven.
De jaren daarop waren Drummond en Cauty actief in de K Foundation, waarin ze het verdiende geld van hun muzikale activiteiten staken. Na de muziekindustrie tartten ze nu de kunstwereld. Zo gaven ze Rachel Whiteread in 1993 de prijs voor lelijkste kunstwerk. In 1994 volgde de bizarste stunt toen het duo een miljoen pond, al het geld dat ze overgehouden hadden, verbrandden en dat filmden. In 1995 werden de activiteiten van de K Foundation opgeschort. Vanaf dat moment gingen Drummond en Cauty meer los van elkaar werken. Heel af en toe werkten ze weer samen.

## The Orb
In 1988 ontmoette Cauty ook Alex Paterson, met wie hij The Orb oprichtte, een pioniersact op het gebied van ambient house. Ze brachten een aantal nummers uit en werden actief als dj. In de chill-out-rooms op raves en in clubs bleken ze een gat in de markt gevonden te hebben en de populariteit van ambient house groeide snel. De single A Huge Ever Growing Pulsating Brain That Rules from the Centre of the Ultraworld, die gebaseerd is op samples van Minnie Riperton, bereikte zelfs de onderste regionen van de hitlijsten. Het nummer is het resultaat van een sessie die met John Peel werd opgenomen. Paterson was ook betrokken bij de productie van het album Chill Out van The KLF. De dubbelrol van Cauty in zowel The KLF als in The Orb leidde echter tot conflicten. Als gevolg daarvan verliet hij in april 1990 The Orb. Eigen werk, waar hij de bijdragen van Paterson van weghaalde, bracht hij uit als Space met een gelijknamig album. De tracks daarop zijn vernoemd naar alle planeten in het zonnestelsel minus de aarde. Het bleef een eenmalig project.

## Zelfstandig artiest en kunstenaar
Vanaf eind jaren negentig was Cauty zelfstandig werkzaam. Hij bleef zo nu en dan muziek en remixes uitbrengen, al trad hij daarbij niet meer sterk op de voorgrond. Hij maakte enkele remixen voor Placebo, Marilyn Manson en U2. In 1999 nam hij samen met Guy Pratt als Solid Gold Chart Busters het gimmicknummer  I Wanna 1-2-1 with You op, dat inspeelt op de opkomst van de mobiele telefoon in die jaren. Het doel was de nummer 1-hit van kerstmis 1999 te worden. De poging om via de Timelords-formule een snelle nummer 1-hit te maken, leek echter niet meer te werken en het nummer flopte dramatisch. Met Pratt ging hij ook een samenwerking aan met Dom Bleken en zijn oude maat Alex Paterson. Ze vormden de Transit Kings, waar Cauty tot 2004 deel van uitmaakte. Als kunstenaar bedacht hij in 2009 met Billy Childish de National art hate week. Daarvoor namen ze als Silent Revolt de National Art Hate Anthem op.
Cauty ontwikkelde zich ook als kunstenaar. In 2003, toen de Tweede Golfoorlog uitbrak, raakte hij in opspraak door postzegels te ontwerpen met daarop koningin Elizabeth met een gasmasker. De postzegels werden na een rechtszaak uit de handel genomen en vernietigd. In 2009 was hij een van de oprichters van het kunstenaarscollectief L-13 Light Industrial Workshop. Als lid van dit collectief maakte hij  A Riot in a Jam Jar. In kleine potten maakte hij miniaturen van relscènes. Hieruit volgde het grotere project The Aftermath Dislocation Principle. Hij maakte een groot diorama waarin de naweeën van grote rellen in een stad te zien zijn. Dit kunstwerk maakte een wereldtournee en was ook in Nederland te zien.